# Shuhei Doen
Shuhei Doen (土遠 修平 Doen Shuhei?), född 24 februari 1990 i Hyōgo prefektur, är en japansk fotbollsspelare.
Doen började sin karriär 2012 i Grulla Morioka. Efter Grulla Morioka spelade han för Verspah Oita, Arterivo Wakayama och Cobaltore Onagawa.